# Uclesia zonalis
Uclesia zonalis là một loài ruồi trong họ Tachinidae.